# Đoàn Trần Nghiệp
Đoàn Trần Nghiệp (1908 - 1930), bí danh Ký Con là nhà cách mạng Việt Nam, một trong những lãnh đạo của Việt Nam Quốc dân đảng.

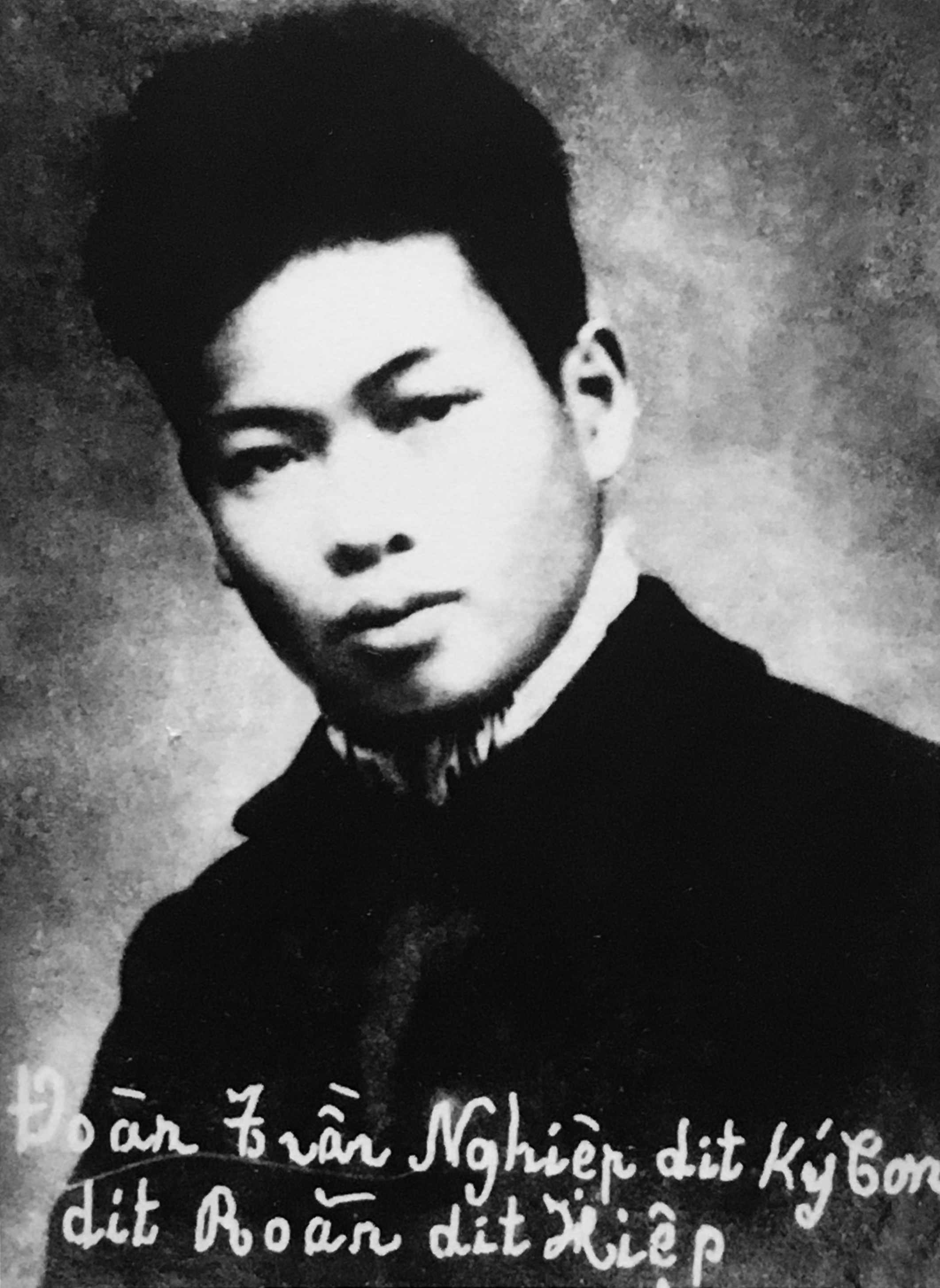
Ký Con Đoàn Trần Nghiệp

## Tên gọi
Tại làng Khúc Thụy nơi ông sinh ra không có họ Đoàn, chỉ có 2 họ Đào, 2 họ Đặng, một họ Trần, một họ Nguyễn.
Năm 1949, cha của ông đã đề nghị đổi tên ông trên phố sang tên Đặng Trần Nghiệp. Một số ý kiến cho rằng đây mới là họ thật của ông, vì khi bị Pháp bắt, ông không muốn gia đình bị liên lụy nên mới đổi sang họ Đoàn.

## Thân thế
Đoàn Trần Nghiệp sinh năm 1908 tại phố Hàng Sơn, Hà Nội. Ông quê ở làng Khúc Thủy, huyện Thanh Trì, tỉnh Hà Đông (nay thuộc Hà Nội).
Năm 1926, Đoàn Trần Nghiệp làm thư ký cho Hãng Godard ở Hà Nội.
Năm 1928, Đoàn Trần Nghiệp gia nhập Việt Nam Quốc Dân Đảng và được giao việc trông coi sổ sách cho khách sạn Việt Nam - một cơ sở do Việt Nam Quốc Dân Đảng mở ở số nhà 38 Hàng Bông (Hà Nội). Ông nhỏ con trắng trẻo như thư sinh, trong Việt Nam Quốc Dân Đảng ông lại nhỏ tuổi nhất nên mọi người gọi đùa là Ký Con.
Ngày 9 tháng 2 năm 1929, Nguyễn Văn Viên đảng viên Việt Nam Quốc dân đảng xử tử Bazin (một tay thực dân chuyên dụ dỗ, bắt cóc dân nghèo tại Bắc Kỳ và Bắc Trung Kỳ đi làm phu cho các đồn điền cao su tại Nam Kỳ, Miên, Lào, nơi những người phu này bị đối xử như nô lệ) ở phố Huế (có tài liệu nói là chợ Hôm), Hà Nội. Việt Nam Quốc Dân Đảng bị thực dân Pháp khủng bố ở khắp mọi nơi, khách sạn Việt Nam bị đóng cửa, Ký Con bị bắt nhưng không có chứng cớ nên được thả.
Sau đó, ông được lãnh tụ Việt Nam Quốc Dân Đảng Nguyễn Thái Học tin tưởng cử vào Ban ám sát (chuyên trừng trị những tay thực dân, Việt gian, những kẻ phản bội tổ chức do Hoàng Văn Tùng là trưởng ban).
Ngày 6 tháng 9 năm 1929, Đoàn Trần Nghiệp được giao nhiệm vụ ám sát Nguyễn Văn Kinh - một người phản bội tổ chức, gây nhiều thiệt hại cho Đảng. Ông đi xe đạp, đón đường, rút súng bắn vào đầu Nguyễn Văn Kinh, thản nhiên để vào ví kẻ phản bội bốn chữ "không giữ lời thề" rồi ung dung đạp xe đi.
Trước tình hình trong hàng ngũ đảng có người phản bội, công việc chuẩn bị khởi nghĩa bị bại lộ, thực dân Pháp càn quét các khắp nơi, nhiều đảng viên bị bắt. Mặc dù không tin chắc vào thắng lợi, ngày 17 tháng 9 năm 1929 Tổng bộ Việt Nam Quốc dân đảng vẫn ra quyết định tổng khởi nghĩa với một câu nói nổi tiếng của Nguyễn Thái Học Không thành công cũng thành nhân.
Ngày 26 tháng 1 năm 1930, Việt Nam Quốc dân đảng họp hội nghị tại làng Mỹ Xá, phủ Nam Sách, tỉnh Hải Dương. Trong phiên họp ấy, đa số các đại biểu đều tán thành kế hoạch "Tổng khởi nghĩa". Cũng trong cuộc họp này, Việt Nam Quốc dân Đảng đã vạch ra kế hoạch tấn công một số đô thị và những yếu điểm quân sự của Pháp, bao gồm: Sơn Tây, Hải Dương, Hải Phòng, Kiến An, Bắc Ninh, Đáp Cầu, Phả Lại, Yên Bái, Hưng Hóa, Lâm Thao, và Hà Nội. Chỉ huy các mặt trận cũng được chỉ định trong phiên họp lịch sử đó.
Việt Nam Quốc dân Đảng quyết định tiến hành cuộc Tổng Khởi Nghĩa đồng loạt ở một số tỉnh Bắc Kỳ vào đêm 10 tháng 2 năm 1930, bao gồm các tỉnh: Yên Bái do Thanh Giang, Nguyễn Văn Khôi; Sơn Tây do Phó Đức Chính; Hưng Hoá, Lâm Thao do Nguyễn Khắc Nhu; Phả Lại, Hải Dương do Nguyễn Thái Học; Hải Phòng, Kiến An do Vũ Văn Giản tức Vũ Hồng Khanh, và Hà Nội do Đoàn Trần Nghiệp.

## Đền nợ nước
Được phân công phụ trách ném bom ở Hà Nội, Đoàn Trần Nghiệp tổ chức đội cảm tử (gồm có Nguyễn Văn Liên, Mai Duy Xứng, Nguyễn Minh Luân, Nguyễn Quang Triểu, và Nguyễn Bá Tâm) ném bom tại năm điểm ở Hà Nội, trong đó có nhà Chánh mật thám Arnoux hai trái; Hỏa Lò tám trái; Sở Sen đầm hai trái; cảnh sát Quận 1 hai trái; cảnh sát Quận 2 hai trái. Tuy bom nổ nhưng không có ai thiệt mạng. Đoàn Trần Nghiệp bị truy nã khắp nơi, đầu ông được treo giá 5000 đồng.
Ngày 8 tháng 5 năm 1930, ông bị mật thám bắt ở Nam Định và bị đưa về giam ở Hỏa Lò, Hà Nội. Khi được ký giả người Pháp Louis Roubaud phỏng vấn ông nói mục đích của ông là đánh đuổi người Pháp ra khỏi xứ An Nam.
Ngày 5 tháng 8 năm 1930, Đoàn Trần Nghiệp bị kết án tử hình. Sáng sớm ngày 9 tháng 3 năm 1931, Đoàn Trần Nghiệp, tức Ký Con bình thản cùng 3 đồng chí bước lên máy chém tại cổng trước nhà tù Hỏa Lò, Hà Nội (theo thứ tự lên máy chém lần lượt là: Nguyễn Văn Nho, Nguyễn Quang Triệu, Đoàn Trần Nghiệp, Lương Ngọc Tôn).

## Vinh danh
Tên ông được đặt cho nhiều đường phố tại Việt Nam:
Ở Hà Nội, Đà Nẵng, Thành phố Nha Trang tỉnh Khánh Hòa, Thành phố Nam Định, Thành phố Thủ Dầu Một tỉnh Bình Dương, Thành phố Thanh Hóa là đường/ phố Đoàn Trần Nghiệp.
Ở Thành phố Hồ Chí Minh và Thành phố Hải Phòng, Thành phố Pleiku tỉnh Gia Lai, Thành phố Bảo Lộc tỉnh Lâm Đồng, Thành phố Vũng Tàu tỉnh Bà Rịa- Vũng Tàu, thành phố Hạ Long (từ đường Nguyễn Văn Cừ tới đường Lê Thanh Nghị) là đường/ phố Ký Con.